# Minden (Nevada)
Minden és una concentració de població designada pel cens i capital del comtat de Douglas a l'estat de Nevada. Segons el cens del 2000 tenia 2.836 habitants.

## Demografia
Segons el cens del 2000, Minden tenia 2.836 habitants, 1.166 habitatges, i 839 famílies La densitat de població era de 256,45 habitants per km².
Dels 1.166 habitatges en un 28,1% hi vivien nens de menys de 18 anys, en un 62,4% hi vivien parelles casades, en un 7,7% dones solteres, i en un 28,0% no eren unitats familiars. En el 23,0% dels habitatges hi vivien persones soles l'11,5% de les quals corresponia a persones de 65 anys o més que vivien soles. El nombre mitjà de persones vivint en cada habitatge era de 2,38 i el nombre mitjà de persones que vivien en cada família era de 2,78.
Per edats la població es repartia de la següent manera: un 21,9% tenia menys de 18 anys, un 4,3% entre 18 i 24, un 22,8% entre 25 i 44, un 27,5% de 45 a 64 i un 23,5% 65 anys o més.
L'edat mediana era de 45,6 anys. Per cada 100 dones hi havia 95,45 homes. Per cada 100 dones de 18 o més anys hi havia 92,35 homes.
La renda mediana per habitatge era de 56.795 $ i la renda mediana per família de 64.375 $. Els homes tenien una renda mediana de 40.833 $ mentre que les dones 34.700 $. La renda per capita de la població era de 30.405 $. Aproximadament el 3,7% de les famílies i el 5,4% de la població estaven per davall del llindar de pobresa.

## Poblacions properes
El següent diagrama mostra les poblacions més properes.